# Лаце, Агнесе
Агнесе Лаце (латыш. Agnese Lāce; род. 23 августа 1987, Талси) — латвийский государственный деятель. Член партии «Прогрессивные». Министр культуры Латвии с 20 июня 2024 года.

## Биография
В 2006—2009 годах изучала политологию на бакалавриате в Латвийском университете (осенний семестр 2008 года проходил в Гётеборгском университете в рамках программы обмена студентами «Эразмус»). В 2009—2011 годах там же изучала политологию в магистратуре, которую окончила с отличием.
В 2011—2013 годах училась по магистерской программе «Эразмус Мундус» «Международная миграция и социальное единство» (MISOCO), которая делает особенный упор на изучение критических элементов международной миграции и ассимиляции иммигрантов, в Амстердамском университете/Университете Деусто/Оснабрюкском университете. С 2013 года учится в докторантуре в Университете Коч/Амстердамском университете по программе имени Марии Склодовской-Кюри INTEGRIM, которая делает особенный упор на изучение международной миграции и интеграции.
С июля 2009 года по октябрь 2010 года работала заместителем директора Центра Veselības norēķinu centrs (предшественника Национальной службы здравоохранения) Министерства здравоохранения Литвы. С октября 2010 года по март 2011 года работала старшим референтом в Министерстве иностранных дел Литвы.
С апреля по август 2011 года работала руководителем проекта социальной службы Огрского края.
С августа по сентябрь 2012 года стажировалась в посольстве Литвы в Нидерландах.
С февраля по июль 2013 года работала стажёром-исследователем в отделе Восточной Европы, Кавказа и Центральной Азии в Управлении Верховного комиссара ОБСЕ по делам национальных меньшинств в Гааге.
С сентября 2013 по сентябрь 2016 года работала научным сотрудником Центра миграционных исследований Университета Коч в Стамбуле.
С марта по декабрь 2016 года работала экспертом проектного отдела по вопросам миграции и интеграции и координатором программы по предотвращению дискриминации в латвийском Фонде интеграции общества (SIF).
С марта по декабрь 2017 года работала консультантом в региональном представительстве Управления верховного комиссара ООН по делам беженцев (УВКБ ООН) в Северной Европе.
С августа по сентябрь 2019 года — научный консультант Управления верховного комиссара ООН по делам беженцев (УВКБ ООН) в Женеве.
С марта 2019 года по май 2021 года — научный сотрудник проекта DemoMig Национальной исследовательской программы, запущенного в 2018 году, на факультете социальных наук Латвийского университета. 
С января 2020 года по июнь 2022 года — научный эксперт проекта European Pact for Integration (EPI).
После полномасштабного вторжения России в Украину Агнесе Лаце координировала приём беженцев из Украины в Латвии. С августа 2022 года по сентябрь 2023 года была членом правления латвийского движения I Want to Help Refugee (Gribu palīdzēt bēgļiem).
С 2016 года — эксперт по вопросам управления многообразием, ведущая лекций и семинаров.
С сентября 2016 года по сентябрь 2023 года работала ведущим исследователем в области миграции и интеграции аналитического центра Providus, который специализируется на исследовании и анализе государственной политики, национальным координатором Европейского веб-сайта по интеграции (EWSI) и Migrant Integration Policy Index (MIPEX) — индекса, который измеряет политику интеграции мигрантов.
С октября 2023 года работала парламентским секретарём Министерства культуры Латвии.
После отставки министра культуры Агнесе Логины 17 июня 2024 года партия «Прогрессивные» выдвинула Агнесе Лаце на пост министра культуры, 20 июня 2024 года Сейм Латвии утвердил её кандидатуру.
Помимо родного латышского владеет английским, русским, нидерландским, турецким, немецким и испанскими языками.